# Termoanalízis
Termoanalízis során a minta valamely fizikai tulajdonságának változását mérik a hőmérséklet függvényében. Amennyiben a hőmérsékletet állandó értéken tartják, akkor a vizsgálat izotermikus, amennyiben a vizsgálati hőmérséklet folyamatosan növekvő, vagy csökkenő, akkor dinamikus vizsgálatról beszélünk. E fizikai paraméterek lehetnek a méret, a tömeg, a hőmérséklet, vagy optikai jelenségek monitorozása.
A legrégebbi termoanalitikai módszer során a minta tömegváltozását mérik, ez a termogravimetrikus vizsgálat (TG).
A termoanalitika leggyakrabban alkalmazott fajtája során (differenciális pásztázó kaloriméter – DSC) a mintában végbemenő hőmennyiség (entalpia) változását mérik, keresve azon pontokat, ahol a minta kémiai formája, kristályszerkezete vagy halmazállapota megváltozik.
További változatai a termikus mechanikai elemzés (TMA), dinamikus mechanikai elemzés (DMA) és az optikai vizsgálat (TOA).